# Guerra de Sant Saba

Els Estats Croats el 1240.

La guerra de Sant Saba (1256–1270) fou part de la guerra veneciano-genovesa que tingué lloc en un port dels estats croats: Acre, començant a les terres del monestir de Sant Saba i acabant en un combat naval. En el conflicte s'implicaren, a favor de la República de Gènova: Felip de Montfort, senyor deTir, Joan d'Arsuf i els cavallers hospitalers; a favor del la República de Venècia: Joan d'Ibelin, comte de Jaffa i Ascaló i els cavallers templers.

## Setge d'Acre, 1257–1258
La guerra esclatà quan als venecians se'ls prohibí comerciar a Tir el 1256 i la guerra s'escampà a Acre per la disputa sobre uns terrenys que pertanyien al monestir de Mar Saba, reclamats com a assentament per les dues potències comercials marítimes. Inicialment la força naval genovesa obtingué avantatja amb facilitat, però els primers progressos donaren un gir sobtat quan la República de Pisa, antiga aliada, signà un pacte d'aliança militar de deu anys amb Venècia.
El 1257, Lorenzo Tiepolo, almirall venecià, travessà les defenses d'Acre trencant la cadena del port i destruint algunes embarcacions genoveses que estaven allà. D'aquesta manera prenia possessió de la disputada possessió i, a més, destruí les fortificacions de Sant Saba; malgrat tot, no fou capaç d'expulsar completament els genovesos, que eren 800 homes forts armats amb unes 50 o 60 balistes, que romanien en el seu districte de la ciutat malgrat el trencament del blocatge; els venecians també portaven màquines de setge. Moltes d'aquestes màquines foren batejades amb noms propis per l'autor anònim de les Gestes des Chiprois: Bonerel, Vincheguerre' i Peretin eren els noms de les màquines genoveses, mentre que Marquemose la desl venecians.
Els famosos arquers genovesos participaren en les lluites d'Acre: el comte de Jaffa salvà la seva vida gràcies a un cònsol genovès que actuà amb noblesa i prohibí a un ballester disparar al comte des de la seva torre. Pisa i Venècia llogaren homes per portar les galeres durant el setge, els quals rebien com a paga uns 10 besants per dia i nou per nit. El blocatge durà més d'un any (potser dotze o catorze mesos), però com que el complex dels hospitalers estava a prop del barri genovès, els aliments arribaven amb facilitat, fins i tot els que arribaven des de Tir.
L'agost del 1257, el regent de Jerusalem, Joan d'Arsuf, que havia optat inicialment per la mediació, confirmà un tractat amb la ciutat d'Ancona que garantia drets comercials a Acre a canvi de cinquanta soldats durant dos anys. Encara que Ancona era aliada de Gènova i Joan cercava, amb aquest tractat atreure els feudataris —la majoria dels quals estaven implicats— en suport de Gènova contra Venècia, el pla finalment fracassà i Joan d'Ibelin i Joan II de Beirut manipularen les complexes lleis de regència per tal d'atreure els feudataris cap al Regne de Jerusalem a donar suport a Venècia. Thomas Bérard, gran mestre templer, es posicionà a favor dels feudataris i Venècia. Preferí estar amb el mestre, Miles, de l'Orde de Sant Llàtzer a Acre que a casa seva, que estava al costat del barri dels pisans –i els pisans estigueren inicialment donant suport a Gènova (1258). Llavors tingueren el suport del nou batlle de la ciutat, Plasència de Xipre, Bohemon VI d'Antioquia i els cavallers templers. Arribat aquest punt, Felip de Montfort, senyor de Tir, que havia estat proveint subministraments als genovesos d'Acre, era l'únic suport amb què comptava la República de Gènova.
Felip estava aproximadament a una milla d'Acre, en un indret anomenat La Vinya Nova, amb 80 homes a cavall i 300 arquers. Al juny, com si estigués prèviament acordat, marxà cap a Acre i s'uní a una guarnició d'hospitalers mentre una flota de genovesos atacava la ciutat des del mar. La flota genovesa constava de 48 galeres i quatre velers armats amb maquinària de setge; estava comandada per Rosso della Turca i fou ràpidament derrotada pels venecians. Els genovesos hagueren d'abandonar el seu barri i refugiar-se amb Felip de Tir. El conflicte semblava acabat i el 1261 s'establí una fràgil pau, encara que als genovesos no se'ls permeté tornar a Acre. El papa Urbà IV, que estava tip de patir per com les disputes entre cristians afavoririen les intencions de conquesta dels mongols, una amenaça que finalment no es produí, organitzà un concili per restablir l'ordre al reialme després de cinc anys de lluites.

## Batalla naval (1261–70)
Els genovesos cercaren el suport de l'emperador de Nicea Miquel VIII Paleòleg. Amb el Tractat de Nimfèon ratificat el 1261, l'emperador feu construir cinquanta vaixells per lluitar contra els venecians. Quan l'atac es produí, el 1264, els venecians tornaren a Tir per conquerir-la, però es retiraren quan Tir rebé reforços.

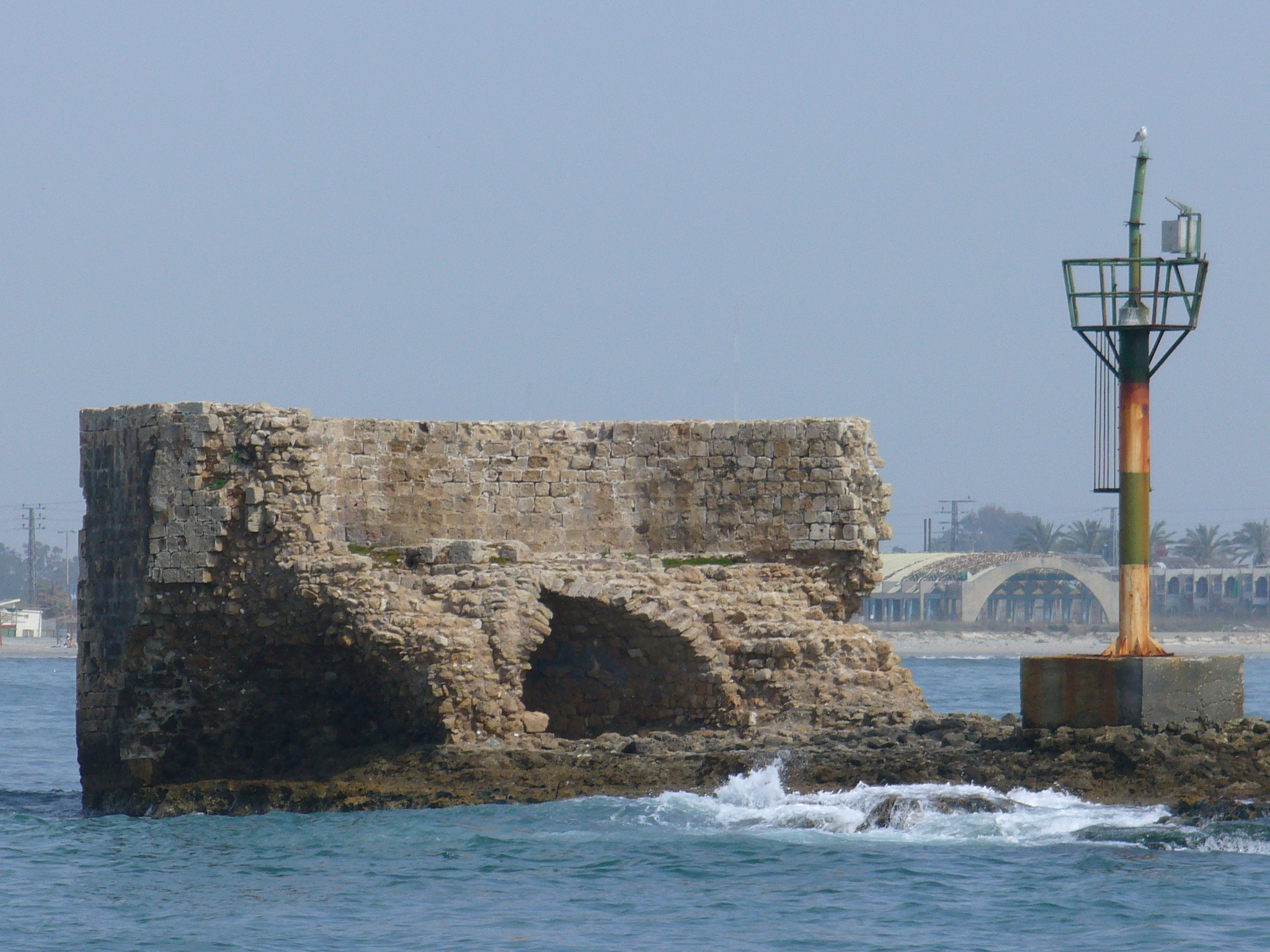
Ruïnes actuals de la Torre de les Mosques.

Durant els continus atacs de la dècada del 1260, ambdós bàndols llogaren soldats d'origen musulmà, la majoria turcoples. El 1266, els genovesos negociaren una aliança amb Bàybars I, al qual li encomanaren enviar tropes contra Acre, però aquest suport que els havien promès mai va arribar. El 1267 Gènova aconseguí prendre possessió de la Torre de les Mosques i bloquejar el port d'Acre durant dotze dies, moment en què foren expulsats per una flota veneciana.
La guerra entre Venècia i Gènova tingué un impacte negatiu en el Regne de Jerusalem, que sempre havia tingut dificultats per suportar les amenaces externes. Llevat del edificis religiosos, la major part dels edificis fortificats o de defensa d'Acre acabaren destruïts en un moment o altre, igual com si hagués estat arrasada per un exèrcit musulmà i, segons es diu a la Crònica continuació de Guillem de Tir, unes 20.000 homes perderen la vida, un nombre alarmantment elevat tenint en compte que els estats croats estaven crònicament escassos de soldats.
La guerra de Sant Saba acabà el 1270 amb un pacte de cessament d'hostilitats entre els venecians i els genovesos. El 1288 Gènova finalment tingué un barri propi al port d'Acre.